# Hearts on Fire
Hearts on Fire is de zesde single van de Zweedse heavy- en powermetalband HammerFall en werd uitgebracht op 23 september in 2002. Het is tevens de enige single dat voortkwam uit hun vierde album Crimson Thunder. De titel en tekst van het nummer "Hearts on Fire" is een knipoog naar het gedicht Der heimliche Aufmarsch van Erich Weinert.
Een promo dvd, met dezelfde titel net als de single, werd uitgegeven door Nuclear Blast op 4 november 2002 en behaalde de 9e plaats in de Zweedse ranglijsten.

## Lijst van nummers

### Cd
| Nr. | Titel                                      | Duur |
| --- | ------------------------------------------ | ---- |
| 1.  | Hearts On Fire                             | 3:53 |
| 2.  | We're Gonna Make It (Twisted Sister cover) | 3:36 |
| 3.  | Heeding the Call (live)                    | 4:42 |
| 4.  | Heeding the Call (live video-cd-rom)       |      |

### Dvd
| 1.                 | Hearts On Fire (videoclip)   | Dronjak, Cans            | 3:53 |
| 2.                 | The Making Of Hearts On Fire | Dronjak, Cans            | 3:35 |
| 3.                 | Heeding the Call (live)      | Dronjak, Cans, Strömblad | 4:53 |
| 4.                 | A Legend Reborn (videoclip)  | Dronjak, Cans            | 5:07 |
| 5.                 | Always Will Be (videoclip)   | Dronjak                  | 4:44 |
| 6.                 | Renegade (videoclip)         | Dronjak, Cans, Strömblad | 4:20 |
| Totale duur: 26:32 |                              |                          |      |

- Bonusmateriaal van de dvd bevat een fotogalerij.

## Bezetting
| Naam             | Functie                                                            |
| ---------------- | ------------------------------------------------------------------ |
| Joacim Cans      | leadzanger, achtergrondzanger                                      |
| Oscar Dronjak    | gitarist, achtergrondzanger (ook leadgitarist en slaggitaar op cd) |
| Stefan Elmgren   | leadgitarist (ook slaggitaar en achtergrondzanger op cd)           |
| Magnus Rosén     | basgitarist                                                        |
| Anders Johansson | drummer                                                            |

## Gastartiesten
- Mat Sinner en Rolf Köhler hielpen mee aan het nummer "Hearts on Fire" als achtergrondzangers op zowel cd als dvd.

## Releasegegevens
- De oranje 12" Maxi-single Vinylplaat van beperkte oplage heeft drie nummers: Op de A-zijde "Hearts on Fire" en op de B-zijde "We're Gonna Make It" en "Heeding The Call (live)".
- De Japanse versie, uitgebracht op 21 september in 2002, heeft naast alle nummers van de single ook nog drie extra tracks namelijk: "Rising Force" (cover van Yngwie Malmsteen), "Templars Of Steel (Live)" en "Let The Hammer Fall (Live)".